# Tractat de Devol
El Tractat de Devol (en grec: συνθήκη της Δεαβόλεως) va ser un acord signat el 1108 entre Bohemon I d'Antioquia i l'emperador romà d'Orient Aleix I Comnè a conseqüència de la Primera Croada. Encara que el tractat no va entrar en vigor immediatament, s'havia previst que convertís el Principat d'Antioquia en un estat vassall de l'Imperi Romà d'Orient.
A l'inici de la Primera Croada, els exèrcits croats es van reunir a Constantinoble i els seus caps van prometre tornar a l'Imperi Romà d'Orient qualsevol territori que poguessin conquerir, però Bohemon, el fill de l'antic enemic d'Aleix, Robert Guiscard, va reclamar el Principat d'Antioquia per si. Aleix no va reconèixer la legitimitat del Principat i Bohemon va marxar a Europa a la recerca de reforços. Va entrar en guerra oberta contra Aleix, però va ser aviat forçat a rendir-se i a negociar amb Aleix en el camp imperial a Diabolis (Devol), on va ser signat el tractat.
Sota els termes del Tractat, Bohemon va acordar convertir-se en vassall de l'emperador i defensar l'imperi, si aquest ho necessitava. Així mateix, va acceptar el nomenament d'un Patriarca grec. A canvi, se li van donar els títols de sebast i duc d'Antioquia. Així mateix, se li va garantir el dret d'heretar als seus descendents el Comtat d'Edessa. Més tard, Bohemon es va retirar a la Pulla on va morir. El seu nebot, Tancred, que va ser regent a Antioquia, es va negar a acceptar els termes del Tractat. Temporalment, Antioquia va caure sota la influència romana d'Orient el 1137, però no va ser fins a 1158 quan va esdevenir en realitat vassalla romana d'Orient.
El Tractat de Devol és vist com un exemple típic de la tendència romana d'Orient a resoldre disputes a través de la diplomàcia, més que per mitjà de la guerra. Va ser tant resultat com causa de la desconfiança entre els romans d'Orient i els seus veïns d'Europa Occidental.

## Antecedents

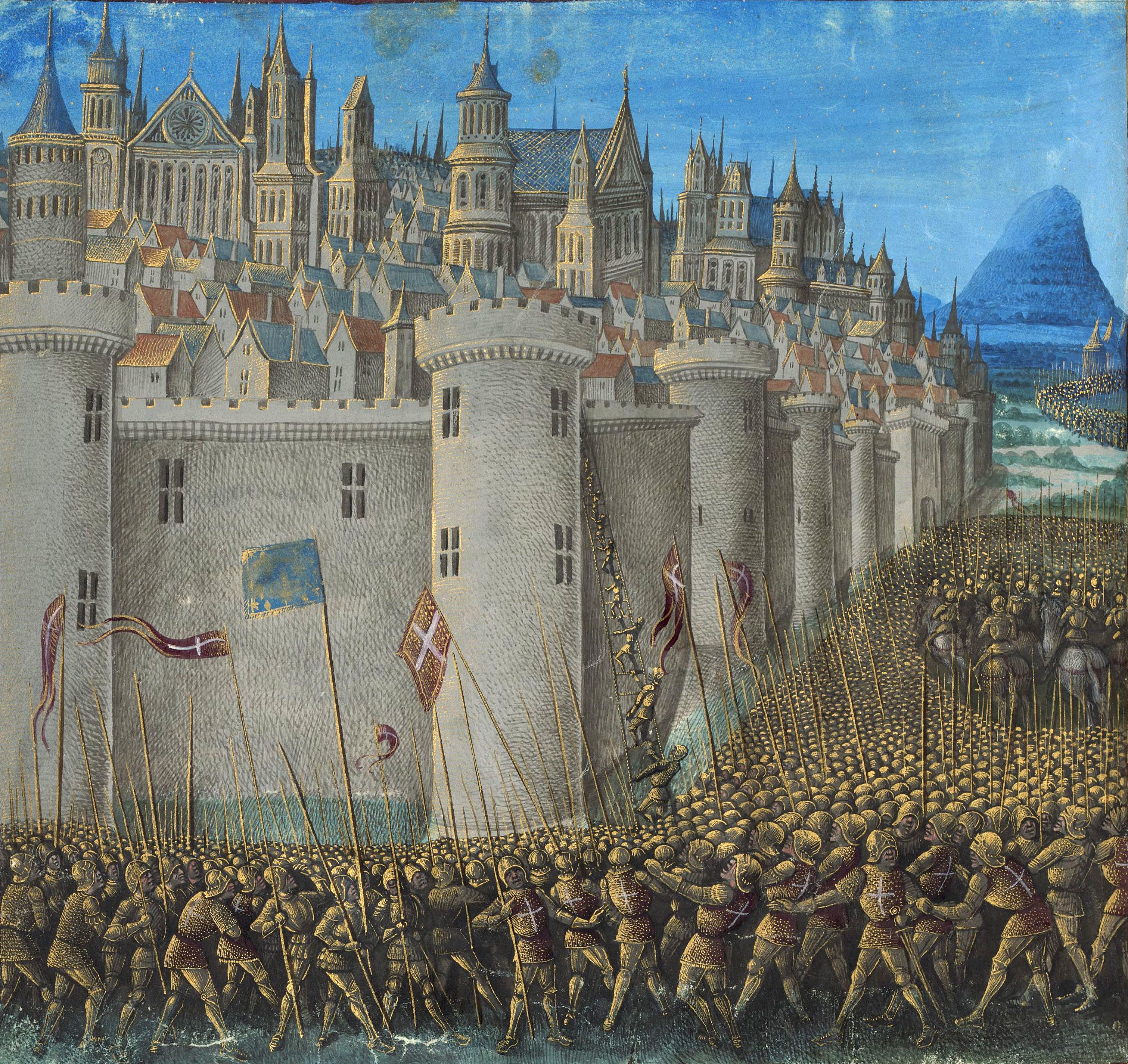
El setge d'Antioquia d'una pintura medieval en miniatura.

En 1097, els exèrcits croats es van reunir a Constantinoble després d'haver viatjat en grups cap a l'est a través de tot Europa. Aleix I, que havia demanat només alguns cavallers occidentals perquè li servissin com mercenaris en la seva lluita contra els turcs seljúcides, va retenir aquests exèrcits a la ciutat i no els va permetre continuar fins que seus líders juressin tornar a l'Imperi qualsevol territori que li hagués pertangut amb anterioritat i que poguessin conquerir en el seu camí a Jerusalem. Finalment, els croats van jurar complir amb això de manera individual, més que com a grup; alguns com Ramon IV de Tolosa van ser probablement sincers, però altres com Bohemon potser mai van tenir la intenció d'honorar la seva promesa. A canvi, Aleix els va brindar guies i escorta militar. Tot i això, els croats s'ofengueren per les tàctiques romanes d'Orient, com ara negociar la rendició de Nicea pels seljúcides quan encara estava sota setge pels croats, que tenien l'esperança de saquejar la ciutat per finançar el seu viatge. Els croats, sentint-se traïts per Aleix, que va recuperar una sèrie de ciutats importants i illes i de fet bona part de l'Àsia Menor occidental, van continuar en el seu camí sense ajuda romana d'Orient. El 1098, quan Antioquia havia estat capturada després d'un llarg setge i els croats es van trobar ells mateixos assetjats a la ciutat, Aleix va marxar per reunir-se amb ells, però en ser notificat per Esteve II de Blois que era un cas perdut, va tornar a Constantinoble. Els croats que havien resistit inesperadament el setge, van creure que Aleix els havia abandonat i van considerar que els romans d'Orient no eren dignes de confiança. Per tant, varen considerar que els juraments que havien fet no eren vàlids.
El 1100, hi havia diversos Estats Croats, inclòs el Principat d'Antioquia, fundat per Bohemon el 1098. Es va argumentar que Antioquia tornaria al domini romà d'Orient, tot i les suposades traïcions d'Aleix, però Bohemon la va reclamar per a si. Òbviament, Aleix no hi va estar d'acord: Antioquia tenia un port important, era un centre de comerç amb els països d'Àsia i un baluard de l'Església Ortodoxa Oriental, amb una important Patriarca grec. Només havia estat capturada unes quantes dècades prèvies, a diferència de Jerusalem que estava molt més allunyada i no havia estat en mans romanes d'Orient durant segles. És així que Aleix no va reconèixer la legitimitat del Principat, al creure que havia de ser retornat a l'imperi acord amb el jurament de Bohemon de 1097. Per això, es va dedicar a tractar de desallotjar Bohemon d'Antioquia.
Bohemon va afegir una nova ofensa tant a Aleix com a l'Església Ortodoxa el 1100 quan va nomenar Bernat de València com a Patriarca Llatí i al mateix temps va expulsar el Patriarca grec, Joan Oxita, que va fugir a Constantinoble. Poc després, Bohemon va ser capturat pels Danixmendita de Síria i va ser empresonat per tres anys, durant els quals el seu nebot Tancred va ser escollit com regent. Després que Bohemon fos alliberat, va ser derrotat pels seljúcides en la batalla d'Haran el 1104.
Aquesta derrota va portar a la represa de la pressió contra Antioquia de part dels seljúcides i dels romans d'Orient. Bohemon va deixar Tancred d'Hauteville al comandament i va anar a Itàlia i França, a la recerca de reforços. Es va guanyar el suport del papa Pasqual II i el suport del rei francès Felip I, amb la filla del qual es va casar. No queda clar si la seva expedició qualifica com una croada.
La família normanda de Bohemon havia estat en conflicte amb l'Imperi Romà d'Orient per més de 30 anys. El seu pare, Robert Guiscard, va ser un dels enemics més forts de l'imperi. Si bé Bohemon estava fora, Aleix va enviar un exèrcit perquè reprengués Antioquia i les ciutats de Cilícia. El 1107, en lloc d'utilitzar el nou exèrcit que havia organitzat per a la seva croada contra els musulmans a Síria, Bohemon va emprendre una guerra oberta contra Aleix, creuant l'Adriàtic per assetjar Dirràquion, la ciutat més occidental de l'imperi. Igual que el seu pare, Bohemon va ser incapaç de fer avenços significatius a l'interior de l'Imperi; Aleix va evitar una batalla campal i el setge de Bohemon va fracassar, en part a causa d'una plaga que es va propagar entre el seu exèrcit. Aviat, Bohemon es va trobar en una posició sense sortida possible en ser aïllat davant Dirràquion: la seva fugida per mar va ser tallada pels venecians i Pasqual II li va retirar el seu suport.

## Acords

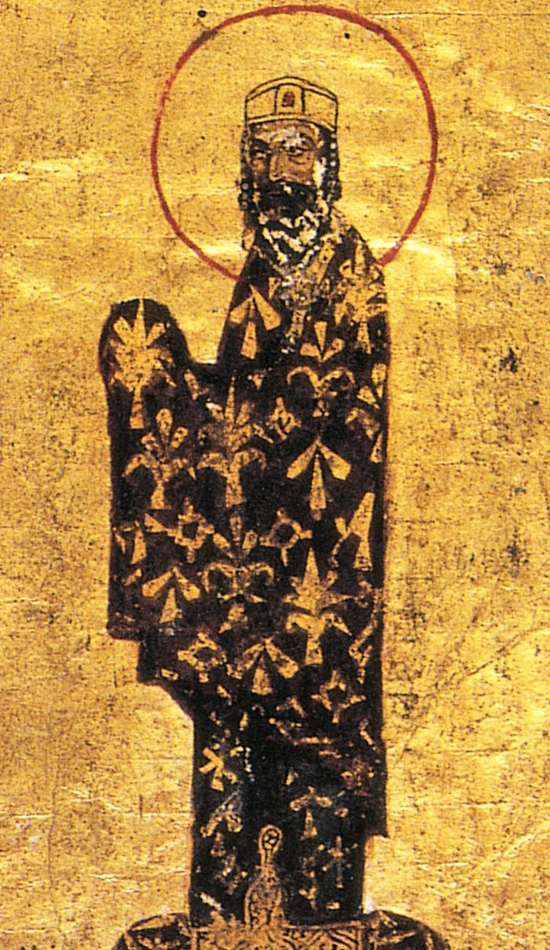
Emperador romà d'Orient Aleix I Comnè

El setembre de 1108, Aleix va demanar que Bohemon negociés amb ell en el camp imperial de diabolis (Devol). Bohemon no tenia altra alternativa més que acceptar, ja que la plaga havia assolat el seu exèrcit i no seria capaç de derrotar Aleix en el camp de batalla. Va admetre que havia violat el seu jurament el 1097, però es va negar a reconèixer que tenia alguna incidència en les circumstàncies actuals, doncs, a ulls de Bohemon, Aleix també havia violat l'acord de fer marxa enrere el setge d'Antioquia el 1098. Aleix va estar d'acord en considerar els juraments de 1097 com invàlids. Els termes específics del tractat van ser negociats pel general Nicèfor Brienni i van ser registrats per Anna Comnena, filla d'Aleix:
- Bohemon va acceptar convertir-se en un vassall de l'emperador, així com del fill i hereu d'Aleix, Joan;[18]
- Va acordar ajudar a defensar l'imperi, on fos i quan fos requerit de fer-ho. Així mateix, va accedir a rebre un pagament anual de 200 talents a canvi d'aquest servei;
- Se li va concedir el títol de sebast i doux (duc) d'Antioquia;
- Se li va atorgar Antioquia i Alep com feus imperials; Alep no era controlada ni pels croats ni pels romans d'Orient, però s'entenia que Bohemon intentaria conquistar-la;
- Va estar d'acord a lliurar Laodicea i altres territoris de Cilícia a Aleix;
- Va estar d'acord a deixar que Aleix nomenés un patriarca grec "entre els deixebles de la gran església de Constantinoble" (La restauració del Patriarca grec va marcar l'acceptació de la submissió a l'imperi, però plantejava qüestions canòniques que eren difícils de resoldre.[19]).[20]

Les condicions van ser negociades d'acord amb l'enteniment occidental de Bohemon, de manera que ell es va veure a si mateix com a vassall feudal d'Aleix, un "senyor feudal" (homo ligius o ἄνρωπος λίζιος ) amb totes les obligacions que això implicava, com era habitual a Occident: es va veure obligat a portar ajuda militar a l'emperador, excepte en les guerres en què va estar involucrat, i a servir contra tots els seus enemics a Europa ia Àsia.
Anna Comnena va descriure el procediment amb detalls molt repetitius, amb Bohemon assenyalant sovint els seus propis errors i lloant la benevolència d'Aleix i l'imperi. Pel que es dedueix que el procediment ha d'haver estat bastant humiliant per a Bohemon. D'altra banda, la tasca d'Anna estava dirigida a lloar el seu pare i els termes del tractat no poden haver estat totalment exactes.
L'acord va ser escrit en dues còpies: una va ser donada a Aleix i l'altra a Bohemon. Segons Anna, els testimonis de la part de Bohemon que van signar la seva còpia del tractat van ser Mauro, bisbe d'Amalfi i representant papal; Renard, bisbe de Tàrent, i el clergat menor que l'acompanyaven, l'abat del monestir de Sant Andreu a Bríndisi, juntament amb dos dels seus monjos, i diversos "pelegrins" innominats (probablement soldats de l'exèrcit de Bohemon). De la cort imperial d'Aleix, el tractat va ser presenciat pel sebast Marins de Nàpols, Roger fill de Dagobert, Pedro Aliph, Guillem de Gant, Ricard de Salern, Geoffrey Mailli, Hubert fill de Raoul, paul el Romà, els ambaixadors Peres i Simó d'Hongria, i els ambaixadors Basili l'Eunuc i Constantí. Molts dels testimonis d'Aleix eren occidentals que tenien alts càrrecs en l'exèrcit romà d'Orient i en la cort imperial; Basilio i Constantine eren ambaixadors al servei dels familiars de Bohemon a Sicília.
Cap de les còpies va sobreviure. Han d'haver estat escrites en llatí, grec o en ambdós. És igualment probable l'ús d'ambdues llengües donat el nombre d'occidentals presents, molts dels quals haurien sabut llatí. No és clar fins a quin punt van ser conegudes les concessions de Bohemon a tota l'Europa llatina, ja que només uns pocs cronistes esmenten el tractat: Fulqueri de Chartres simplement diu que Bohemon i Aleix es van reconciliar.

## Anàlisi

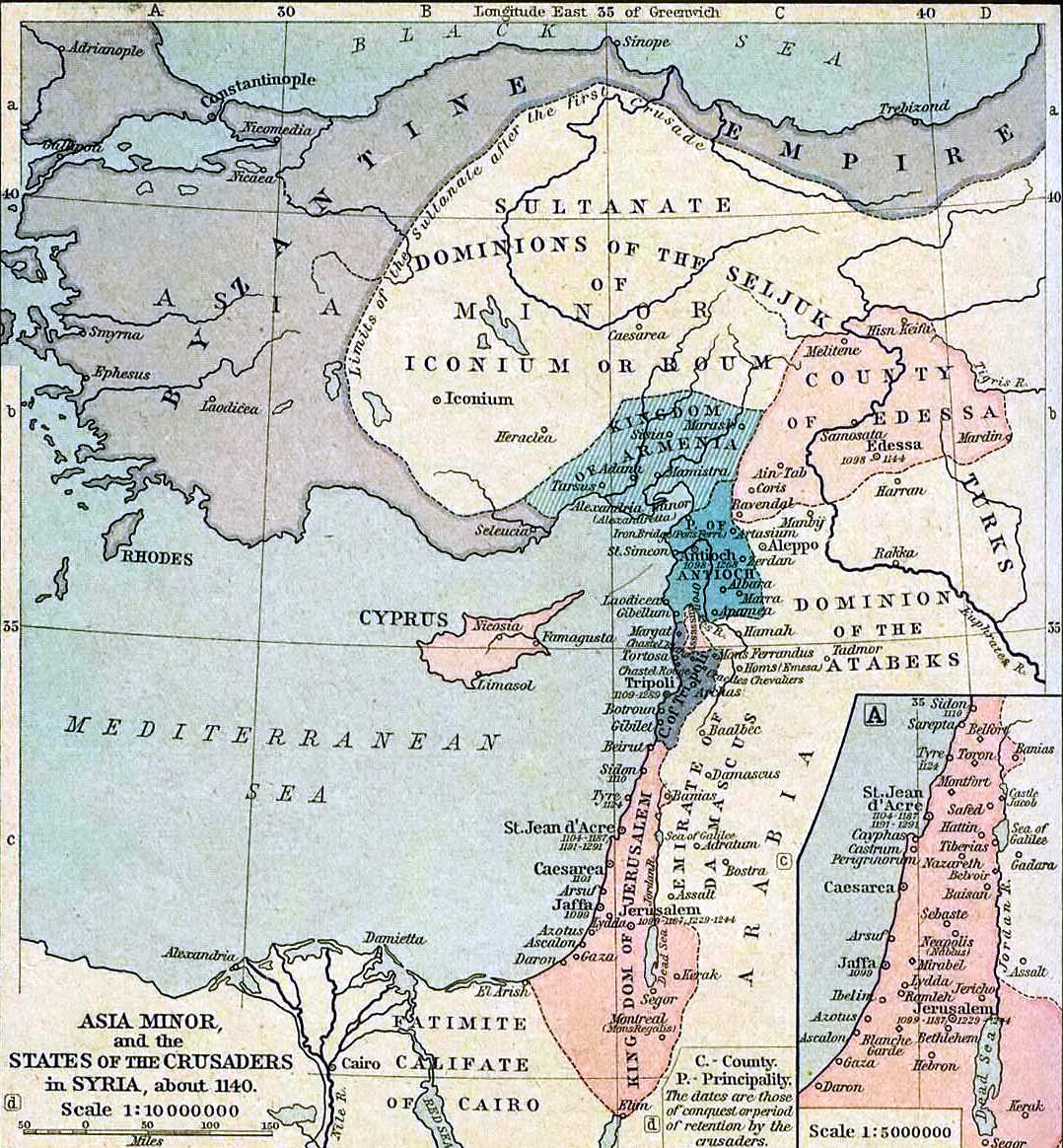
Àsia Menor i els Estats Croats al voltant de 1140.

El Tractat va afavorir més a Aleix, ja que va estipular l'absorció final d'Antioquia i el seu territori per l'imperi. Aleix, reconeixent la impossibilitat de fer fora Bohemon d'Antioquia, el va intentar absorbir a l'interior de l'estructura del domini romà d'Orient, i el va posar a treballar per al benefici de l'imperi.
Bohemon conservaria Antioquia fins a la seva mort amb el títol de dux, llevat que l'emperador (bé Aleix o bé, en el futur, Joan) optés per renegar del tracte per qualsevol motiu. El Principat tornaria a ser regit per l'Imperi Romà d'Orient després de la mort de Bohemon. Per tant, Bohemon no podia establir una dinastia a Antioquia, encara que se li va garantir el dret a transmetre als seus hereus el Comtat d'Edessa i qualssevol altres territoris que aconseguís adquirir a l'interior de Síria.
Els territoris de Bohemon devien incloure Sant Simeó i la costa, els pobles de Baghras i Artah, i les possessions llatines a Jebel es-Summaq, però Latakia i Cilícia revertirien a l'imperi. Thomas Asbridge assenyala que molt del que l'emperador va concedir a Bohemon (inclosa la mateixa Alep) encara estava en mans musulmanes (per exemple, ni Bohemon ni Aleix controlaven Edessa, encara que en aquest moment Tancred era el seu regent, així com d'Antioquia), el que contradiu l'avaluació de Lilie segons la qual a Bohemon li va anar bé amb el tractat. René Grousset diu que el Tractat fou un "dictat", però Jean Richard subratlla que les normes de dret feudal a les quals Bohemon va haver de sotmetre's "no van ser de cap manera humiliants." Segons John W. Birkenmeier, el tractat va marcar el punt en el qual Aleix havia de desenvolupar un nou exèrcit i noves doctrines tàctiques amb les quals usar-los, però no va ser un èxit polític romà d'Orient, ja que "va canviar la llibertat de Bohemon per un senyoriu titular sobre el Mezzogiorno que mai podria ser efectiu, i per una ocupació d'Antioquia que mai podria ser duta a terme."
Els termes del tractat han estat interpretats de moltes maneres. Segons Paul Magdaline i Ralph-Johannes Lilie, "el Tractat com va ser reproduït per Anna Comnena mostra una familiaritat sorprenent amb els costums feudals occidentals, si va ser redactat per un grec o llatí en el servei imperial, va tenir una consideració destacada per la visió occidental l'statu quo a la Mediterrània Oriental." També la van tenir les iniciatives diplomàtiques a què Aleix es va comprometre, per tal de fer complir el Tractat de Tancred (com ara el tractat conclòs amb Pisa a 1110-1111 i les negociacions per a la unió amb l'Església dutes a terme amb Pasqual II el 1112). Per altra banda, Asbridge ha argumentat recentment que el tractat va derivar de precedents tant grecs com occidentals i que Aleix volia mantenir Antioquia sota el sistema de pronea.

## Conseqüències

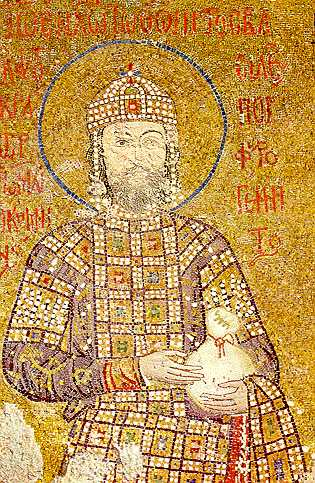
Mosaic amb la representació de Joan II, fill d'Aleix, que va capturar Antioquia el 1137

Bohemon mai va tornar a Antioquia (va marxar a Sicília, on va morir el 1111) i les clàusules del tractat acuradament elaborades mai van ser implementades. El nebot de Bohemon, Tancred, es va negar a honorar el tractat. Per a ell, Antioquia li pertanyia per dret de conquesta. No va veure cap raó per lliurar-la a algú que no havia participat en la Croada i que, de fet, havia treballat activament en contra d'ella (com els croats creien). Els croats semblen haver sentit que Aleix va enganyar Bohemon perquè li concedís Antioquia; ells ja creien que Aleix era arter i indigne de confiança i això pot haver confirmat les seves creences. El tractat es refereix a Tancred com el posseïdor il·legal d'Antioquia i Aleix havia esperat que Bohemon el expulsés o el controlés d'alguna manera. Tancred tampoc va permetre que un Patriarca grec entrés a la ciutat; en el seu lloc, els Patriarques grecs van ser nomenats a Constantinoble i varen detenir nominalment el poder a Antioquia.
La qüestió de l'estatus d'Antioquia i les ciutats Ferro adjacents van ser un problema per l'Imperi durant molts anys posteriors. Tot i que el Tractat de Devol mai va entrar en efecte, va proveir la base legal per a les negociacions romanes d'Orient amb els croats per als següents trenta anys, i per a les reclamacions imperials d'Antioquia durant els regnats de Joan II i de Manuel I. Per això, Joan II va tractar d'imposar la seva autoritat, viatjant a Antioquia en persona el 1137 amb el seu exèrcit i assetjant la ciutat.
Els habitants d'Antioquia van intentar negociar, però Joan exigia la rendició incondicional de la ciutat. Ramon, el Príncep d'Antioquia, va accedir a rendir la ciutat a Joan després de sol·licitar i rebre el permís del Rei de Jerusalem, Folc. L'acord, pel qual Ramon va jurar honorar Joan, es va basar explícitament en el Tractat de Devol, però va anar més enllà: Ramon, que va ser reconegut com un vassall imperial per Antioquia, va prometre a l'emperador la lliure entrada a Antioquia i es va comprometre a lliurar la ciutat a canvi de la investidura amb Alep, Shaizar, Homs i Hama (Hamáh), tan aviat com fossin conquerides als musulmans. Després, Ramon governaria les noves conquestes i Antioquia tornaria al domini imperial. Al final, la campanya va fracassar, parcialment pel fet que Ramon i Joscelí II d'Edessa, que havien estat obligats a unir-se a Joan com els seus vassalls, no col·laborar. Quan Joan va insistir en prendre possessió d'Antioquia, els dos prínceps van organitzar un motí. Joan es va trobar assetjat a la ciutat i va ser forçat a marxar el 1138, retornant a Constantinoble. Diplomàticament, va acceptar per la insistència de Ramon i Joscelí que ells no havien tingut res a veure amb la revolta. Joan va repetir la seva acció en 1142, però va morir de sobte i el seu exèrcit romà d'Orient es va retirar.
No va ser fins a 1158, durant el regnat de Manuel I, que Antioquia es va convertir efectivament en vassalla de l'imperi, després que Manuel forcés el príncep Reinald de Châtillon jurar fidelitat a ell en càstig per l'atac de Reinald sobre Xipre, una possessió romana d'Orient. El patriarca grec va ser restaurat i va governar simultàniament amb el Patriarca llatí. Antioquia, debilitada pels regents sense poder després de la captura de Reinald pels musulmans el 1160, va seguir sent un estat vassall romà d'Orient fins a 1182 quan les divisions internes que van seguir la mort de Manuel el 1180 varen obstaculitzar la capacitat de l'Imperi per fer valer la seva reclamació.
A la frontera balcànica, el Tractat de Devol va marcar la fi de l'amenaça normanda al litoral sud de l'Adriàtic durant i després del regnat d'Aleix. L'eficàcia de les defenses frontereres evità qualsevol posterior invasió a través de Dirràquion durant la major part del segle xii.